# Gata (Spanyolország)
Gata egy község Spanyolországban, Cáceres tartományban. Gata Acebo, El Payo, Peñaparda, Santibáñez el Alto, Torre de Don Miguel, Villasbuenas de Gata, Perales del Puerto, Calzadilla, Huélaga és Moraleja községekkel határos. Lakosainak száma 1353 fő (2024).

## Népesség
A település népessége az elmúlt években az alábbi módon változott:
| Lakosok száma | 1879 | 1796 | 1729 | 1662 | 1648 | 1618 | 1556 | 1447 | 1413 | 1353 |
|               | 2001 | 2004 | 2006 | 2009 | 2011 | 2014 | 2016 | 2019 | 2021 | 2024 |